# 45기 NHK배
45기 NHK배은 일본기원에서 일본의 TV 속기전이 참가한 일본의 바둑 기전이다. 결승에서는 요다 노리모토 九단이 혼다 쿠니히사 九단을 꺾고 우승을 차지했다.